# 東海ゴールドカップ
東海ゴールドカップ（とうかいゴールドカップ）は、岐阜県地方競馬組合が施行する地方競馬の重賞競走（SPI）である。正式名称は「岐阜県知事杯 東海ゴールドカップ」。
副賞は、岐阜県知事賞、（一社）日本地方競馬馬主振興協会会長賞、（一社）JBC協会賞（2024年）

## 概要
1971年に「ゴールドカップ」の名称で創設。翌1972年から年末開催、1979年から現在のレース名となった。1997年度から元日施行となったが、2004年度より再び年末開催となり、それ以来東海地区（愛知・笠松）の1年を締めくくる競走として行われている。
負担重量は2019年までハンデキャップであったが、2020年に別定に変更された。
2021年に出走資格をオープンから3歳以上に変更された。また、この年よりHITスタリオンシリーズに指定されている。
2005年から1900mで施行されてきたが、2024年より施行距離がダート2500mに戻る。

### 条件・賞金（2024年）
出走資格
サラブレッド系3歳以上オープン、東海所属（前年12月6日から本年12月13日の期間に東海所属馬として出走歴があり、同期間最終日時点でA級格付け以上の馬）
- 出走枠は笠松7頭以上、名古屋5頭以上。
- ウインター争覇の2着以上の馬に優先出走権がある。

負担重量
別定（3歳55kg、4歳以上56kg、牝馬2kg減）
賞金額
1着1000万円、2着350万円、3着200万円、4着100万円、5着50万円、着外10万円。

### HITスタリオンシリーズ
2021年からHITスタリオンシリーズに指定されている。各年の対象種牡馬は以下の通り。
- _2021年 - ヴァンセンヌ
- 2022年 - ノヴェリスト
- 2023年・2024年 - ウインブライト

## 周回誤認事件
1981年12月30日に行われた第10回競走では、ダイサンフジタカ号に騎乗した愛知県競馬組合所属の騎手・井手上慎一が周回を誤認する事象があった。1981年当時の施行距離は笠松競馬場最長の2500メートルで、ゴール板を3度通過・コースを2周してゴールすることとなっていた。また、スタート地点が同じで周回数の1周少ない1400メートル戦が存在していた。
1981年当時の1着賞金は1300万円と現在の4倍以上の賞金を誇る一大レースであった。笠松競馬場には2万8千人を超える観衆が詰めかけたと言われている。有力候補であった愛知のヒカリデュール（翌年JRAに移籍し朝日チャレンジカップ、有馬記念を勝つ）が右前肢の跛行で発走当日に出走を取り消し、本命不在でのレースとなった。1番人気に押し出されたのが、この事件の主役となるダイサンフジタカで、東海菊花賞3着からの参戦であった。この馬もまた後に中央へ転出し当時の800万下条件（現・2勝クラス）を勝つ馬であり、岐阜日日新聞（現・岐阜新聞）本紙予想では「昨今の充実度がすごい。東海菊花賞を3着した実力が爆発しそう」と能力を評価されている。

### 出走馬と枠順
1981年12月30日 笠松競馬第9競走 サラブレッド系特別オープン 第10回東海ゴールドカップ 馬場：良
| 枠番 | 馬番 | 競走馬名             | 性齢 | 斤量 | 騎手           | 調教師       | オッズ（人気）    |
| ---- | ---- | -------------------- | ---- | ---- | -------------- | ------------ | ----------------- |
| 1    | 1    | リユウアラナス       | 牡7  | 54   | 仙道光男       | 大橋憲       | （2番人気）       |
| 2    | 2    | [愛]シナノセイダイ   | 牡4  | 51   | [愛]坂本敏美   | [愛]安達小八 |                   |
| 3    | 3    | ヒミノチカラ         | 牡5  | 50   | 川原正一       | 小井土金一   |                   |
| 4    | 4    | [愛]ダイサンフジタカ | 牡6  | 52   | [愛]井手上慎一 | [愛]立松忠明 | （1番人気）       |
| 5    | 5    | リードシヤダイ       | 牡7  | 55   | 松原義夫       | 山嶋昇       |                   |
| 6    | 6    | ホウゾウキツト       | 牡4  | 50   | 町野良隆       | 古賀土生     |                   |
| 7    | 7    | マツハレンジヤー     | 牡7  | 53   | 安藤光彰       | 鷲見昌勇     |                   |
| 8    | 8    | [愛]ヒカリデユール   | 牡5  | 56   | [愛]田中敏和   | [愛]野島豊   | 出走取消          |
| 8    | 9    | サンローレオー       | 牡6  | 52   | 安藤勝己       | 吉田秋好     | 6.9倍（人気不詳） |

- 馬齢は何れも旧表記（数え年・現行表記に+1歳）。
- [愛]は愛知（名古屋）所属。
- ハンデキャップ戦。
- オッズ・人気は9号馬の6.9倍、4号馬の1番人気、1号馬の2番人気を除き不詳。

### レース展開
1周目の第4コーナーを回って2度目のホームストレッチに差し掛かり、ゴール板を過ぎたところでダイサンフジタカの鞍上・井手上の手が止まり手綱を緩めた。井手上は1400メートル戦と勘違いしたものと思われる。
減速したダイサンフジタカは後続に次々と抜かれ、レースに戻った時には既に余力はなかった。勝ったのはヒカリデュールと同枠の人気薄サンローレオーで、2着ヒミノチカラ、3着シナノセイダイ。結局ダイサンフジタカは5着で入線した。単勝式・複勝式・枠番号二連勝単式の3通りしか馬券発売のなかった時代にあって、枠連「3 - 8」の払戻金4970円はかなりの高配当であった。

### 暴動とその後の対応
本命馬が不可解な減速で馬券外に沈み、的中馬券「3 - 8」のオッズが投票締切直前に大口購入された、との風説を流布した観客がいたことなどから本競走に対する八百長疑惑がかけられ、続く最終10レースの終了時にはファン200人以上が管理事務所を取り囲んで説明を求めた。地方競馬全国協会の公正委員は「スピードを落としたのは井手上騎手のミスによるもので、地方競馬実施規則によるレース後の審議対象『落馬、走路妨害、着順』に該当しないのでレースは成立する」と結論づけたがファンは納得せず、一部は窓ガラスを割ったりゴミを燃やしたりするなど暴徒化。投げられた石で観客1人が負傷し、従業員約100人が競馬場内に缶詰めにされた。岐阜県警察機動隊や羽島警察署の警察官150人が鎮圧に向かうも怒りは収まらず、最終的に深夜になっても居座った約100人は場外に強制排除され、この際警察官に暴行を働いた1人は公務執行妨害の現行犯で逮捕された。
井手上は笠松競馬場での無期限騎乗停止、名古屋競馬場での10日間の騎乗停止処分を課された。後に笠松での騎乗停止も解除されている。

### 類似事案
地方競馬での同様に距離を誤認した事例として、2021年6月17日の園田競馬第7競走で、ヨハネスボーイに騎乗していた大山龍太郎（兵庫県競馬組合）が、コースを1周半で行われるダート1,870mの競走であったが競走距離を誤認し、1周目の直線から鞭を連打して、ゴール板通過後に減速。その後向正面で後続馬に交わされ隊列に加わったが、最下位の第9着で入線した。このことは騎乗法に適切を欠いたと認められ、次回騎乗となる当日第8競走以降、騎乗予定の4鞍が即刻騎手変更となり、大山は同年6月18日から8月4日まで開催日20日間の騎乗停止処分が科された。また、連座して所属調教師の坂本和也も「指導監督不十分」と認められ、同年17・18日の2日間の賞典停止処分となる事例がある
中央競馬でも同様の事例として、2018年10月13日に新潟競馬第6競走（ダート2,500m）で、2番人気のペイシャエリートに騎乗していた山田敬士が距離を誤認して1周目のゴール板を通過した直後に減速、最下位の12着となった事で3ヶ月間の騎乗停止処分となった事例がある。

## 歴代優勝馬
馬齢は2000年以前についても現表記を用いる。
| 回数   | 施行日         | 距離  | 優勝馬             | 性齢 | 所属   | タイム | 優勝騎手   | 管理調教師 |
| ------ | -------------- | ----- | ------------------ | ---- | ------ | ------ | ---------- | ---------- |
| 第1回  | 1971年5月2日   | 1900m | スズホツプオー     | 牡5  |        | 2:03.3 | 伊藤光雄   |            |
| 第2回  | 1972年12月29日 | 1900m | ロイヤルプリンス   | 牡4  |        | 2:01.3 | 内村寛司   |            |
| 第3回  | 1973年12月28日 | 1900m | ジヨニーオンワード | 牡5  | 笠松   | 2:01.5 | 宮下記英   | 大倉護     |
| 第4回  | 1974年12月29日 | 1900m | ニユーカイモン     | 牡5  | 名古屋 | 2:02.3 | 内村寛司   | 大薮憲三   |
| 第5回  | 1976年12月29日 | 1900m | フアストリユウエン | 牡6  | 名古屋 | 2:03.0 | 中村広己   | 青山功     |
| 第6回  | 1977年12月28日 | 2500m | ハカタオーカン     | 牡4  | 笠松   | 2:46.3 | 柴田高志   | 倉間昭夫   |
| 第7回  | 1978年12月27日 | 2500m | リユウアラナス     | 牡3  | 笠松   | 2:43.8 | 町野良隆   | 大橋憲     |
| 第8回  | 1979年12月30日 | 2500m | ブレーブボーイ     | 牡5  | 笠松   | 2:43.3 | 山田義男   | 吉田秋好   |
| 第9回  | 1980年12月30日 | 2500m | タイシヨウボーイ   | 牡4  | 笠松   | 2:42.4 | 坂本敏美   | 倉間昭夫   |
| 第10回 | 1981年12月30日 | 2500m | サンローレオー     | 牡5  | 笠松   | 2:46.3 | 安藤勝己   | 吉田秋好   |
| 第11回 | 1982年12月30日 | 2500m | セブンランサー     | 牡4  | 名古屋 | 2:42.9 | 坂本敏美   | 安達小八   |
| 第12回 | 1983年12月30日 | 2500m | ゴールデンモンド   | 牡4  | 名古屋 | 2:46.4 | 坂本敏美   | 内村寛司   |
| 第13回 | 1984年12月30日 | 2500m | ステートジヤガー   | 牡3  | 笠松   | 2:42.6 | 伊藤強一   | 大倉護     |
| 第14回 | 1985年12月30日 | 2500m | マツノセイザン     | 牡5  | 笠松   | 2:45.2 | 安藤勝己   | 後藤保     |
| 第15回 | 1986年12月30日 | 2500m | マルゼンスター     | 牡6  | 笠松   | 2:46.9 | 川原正一   | 後藤保     |
| 第16回 | 1987年12月30日 | 2500m | フエートノーザン   | 牡4  | 笠松   | 2:46.0 | 安藤勝己   | 吉田秋好   |
| 第17回 | 1988年12月30日 | 2500m | フエートノーザン   | 牡5  | 笠松   | 2:46.2 | 安藤勝己   | 吉田秋好   |
| 第18回 | 1989年12月30日 | 2500m | ハツピーダンデイ   | 牡4  | 笠松   | 2:44.2 | 坂口重政   | 飯干秀人   |
| 第19回 | 1990年12月30日 | 2500m | マツクスフリート   | 牝3  | 笠松   | 2:45.5 | 安藤勝己   | 荒川友司   |
| 第20回 | 1991年12月30日 | 2500m | イチアヤヒデ       | 牡6  | 笠松   | 2:44.3 | 松原義夫   | 青木和夫   |
| 第21回 | 1992年12月30日 | 2500m | トミシノポルンガ   | 牡3  | 笠松   | 2:44.7 | 安藤勝己   | 加藤健     |
| 第22回 | 1993年12月30日 | 2500m | トミシノポルンガ   | 牡4  | 笠松   | 2:42.4 | 安藤勝己   | 加藤健     |
| 第23回 | 1994年12月30日 | 2500m | ヘイセイクラウド   | 牡4  | 笠松   | 2:46.6 | 川原正一   | 柳江仁     |
| 第24回 | 1995年12月30日 | 2500m | ライフアサヒ       | 牡4  | 名古屋 | 2:46.1 | 吉田稔     | 松橋寛     |
| 第25回 | 1996年12月30日 | 2500m | ハカタダイオー     | 牡3  | 笠松   | 2:45.7 | 安藤光彰   | 柳江俊明   |
| 第26回 | 1998年1月1日   | 2500m | シンプウライデン   | 牡4  | 笠松   | 2:44.8 | 安藤勝己   | 荒川友司   |
| 第27回 | 1999年1月1日   | 2500m | トミケンライデン   | 牡5  | 笠松   | 2:46.4 | 東川公則   | 荒川友司   |
| 第28回 | 2000年1月1日   | 2500m | トミケンライデン   | 牡6  | 笠松   | 2:46.0 | 東川公則   | 荒川友司   |
| 第29回 | 2001年1月1日   | 2500m | ミツアキサイレンス | 牡3  | 笠松   | 2:42.7 | 川原正一   | 粟津豊彦   |
| 第30回 | 2002年1月1日   | 2500m | バンドオンザラン   | 牡5  | 名古屋 | 2:46.6 | 安部幸夫   | 今津勝之   |
| 第31回 | 2003年1月1日   | 2500m | マリンレオ         | 牡7  | 名古屋 | 2:44.9 | 山田崇史   | 戸澤肇     |
| 第32回 | 2004年1月1日   | 2500m | ミツアキタービン   | 牡4  | 笠松   | 2:42.9 | 吉田稔     | 田口輝彦   |
| 第33回 | 2004年12月31日 | 2500m | ロイヤルセランガー | 牝3  | 名古屋 | 2:42.9 | 安部幸夫   | 角田輝也   |
| 第34回 | 2005年12月31日 | 1900m | エンシェント       | 牡5  | 笠松   | 2:04.9 | 東川公則   | 田口輝彦   |
| 第35回 | 2006年12月31日 | 1900m | ニッシングリン     | 牝5  | 笠松   | 2:04.9 | 東川公則   | 藤田正治   |
| 第36回 | 2007年12月31日 | 1900m | ティアマット       | 牡4  | 笠松   | 2:04.7 | 東川公則   | 田口輝彦   |
| 第37回 | 2008年12月31日 | 1900m | オグリシルク       | 牝5  | 笠松   | 2:06.3 | 佐藤友則   | 鈴木良文   |
| 第38回 | 2009年12月31日 | 1900m | ノゾミカイザー     | 牡4  | 名古屋 | 2:03.6 | 吉田稔     | 錦見勇夫   |
| 第39回 | 2010年12月31日 | 1900m | ヒシウォーシイ     | 牡5  | 名古屋 | 2:01.9 | 岡部誠     | 川西毅     |
| 第40回 | 2011年12月31日 | 1900m | エイシンフレンチ   | 牡6  | 笠松   | 2:03.4 | 岡部誠     | 伊藤強一   |
| 第41回 | 2012年12月31日 | 1900m | エーシンサンダー   | 牡5  | 笠松   | 2:02.4 | 東川公則   | 伊藤強一   |
| 第42回 | 2013年12月31日 | 1900m | ドリームマジシャン | 牡6  | 笠松   | 2:04.5 | 尾島徹     | 伊藤強一   |
| 第43回 | 2014年12月31日 | 1900m | ノゾミダイヤ       | 牡3  | 名古屋 | 2:02.2 | 大畑雅章   | 錦見勇夫   |
| 第44回 | 2015年12月31日 | 1900m | マヤノクレド       | 牡7  | 名古屋 | 2:02.5 | 今井貴大   | 川西毅     |
| 第45回 | 2016年12月31日 | 1900m | アサクサポイント   | 騸8  | 名古屋 | 2:03.9 | 大畑雅章   | 今津博之   |
| 第46回 | 2017年12月31日 | 1900m | メモリージルバ     | 牡8  | 名古屋 | 2:02.8 | 友森翔太郎 | 塚田隆男   |
| 第47回 | 2018年12月31日 | 1900m | ダイヤモンドダンス | 牡8  | 笠松   | 2:01.4 | 筒井勇介   | 花本正三   |
| 第48回 | 2019年12月31日 | 1900m | ニューホープ       | 牡3  | 笠松   | 2:02.3 | 丸野勝虎   | 田口輝彦   |
| 第49回 | 2020年12月31日 | 1900m | ウインハイラント   | 牡6  | 名古屋 | 2:03.1 | 加藤聡一   | 坂口義幸   |
| 第50回 | 2021年12月31日 | 1900m | ウインハピネス     | 牡6  | 笠松   | 2:06.4 | 大原浩司   | 森山英雄   |
| 第51回 | 2022年12月31日 | 1900m | ウインユニファイド | 牡10 | 名古屋 | 2:04.9 | 丸野勝虎   | 沖田明子   |
| 第52回 | 2023年12月31日 | 1900m | ストームドッグ     | 騸6  | 笠松   | 2:03.0 | 向山牧     | 森山英雄   |
| 第53回 | 2024年12月31日 | 2500m | フークピグマリオン | 騸3  | 名古屋 | 2:50.0 | 今井貴大   | 宇都英樹   |

#### 各回競走結果の出典
- 東海ゴールドカップ 歴代優勝馬（1973年以降のみ） - 地方競馬全国協会